# Споменик ослободиоцима Краљева
Споменик ослободиоцима Краљева подигнут недалеко од старог моста преко Ибра у центру града где је Парк Пљакин шанац.
Споменик је подигнут 1977. године по пројекту Александра Васиљевића који је и сам учествовао у његовој изградњи и посвећен је  ослободиоцима – припадницима НОВЈ и совјетске Црвене армије који су од 16. октобра до 29. новембра 1944. године учествовали у борбама за ослобођење Краљева. У борбама за ослобођење Kраљева погинуло је 357 бораца Цвене армије, 45 бораца Народноослободилачке војске Југославије, а 106 их је било рањено.
Завод за заштиту споменика културе Краљево је 2016. године урадио санацију споменика.